# Villa rustica (Wasserliesch)
Die Villa rustica Wasserliesch ist ein römisches Landhaus (Villa Rustica) im heutigen Zentrum von Wasserliesch, im Landkreis Trier-Saarburg, in Rheinland-Pfalz (Deutschland).

## Die Lage

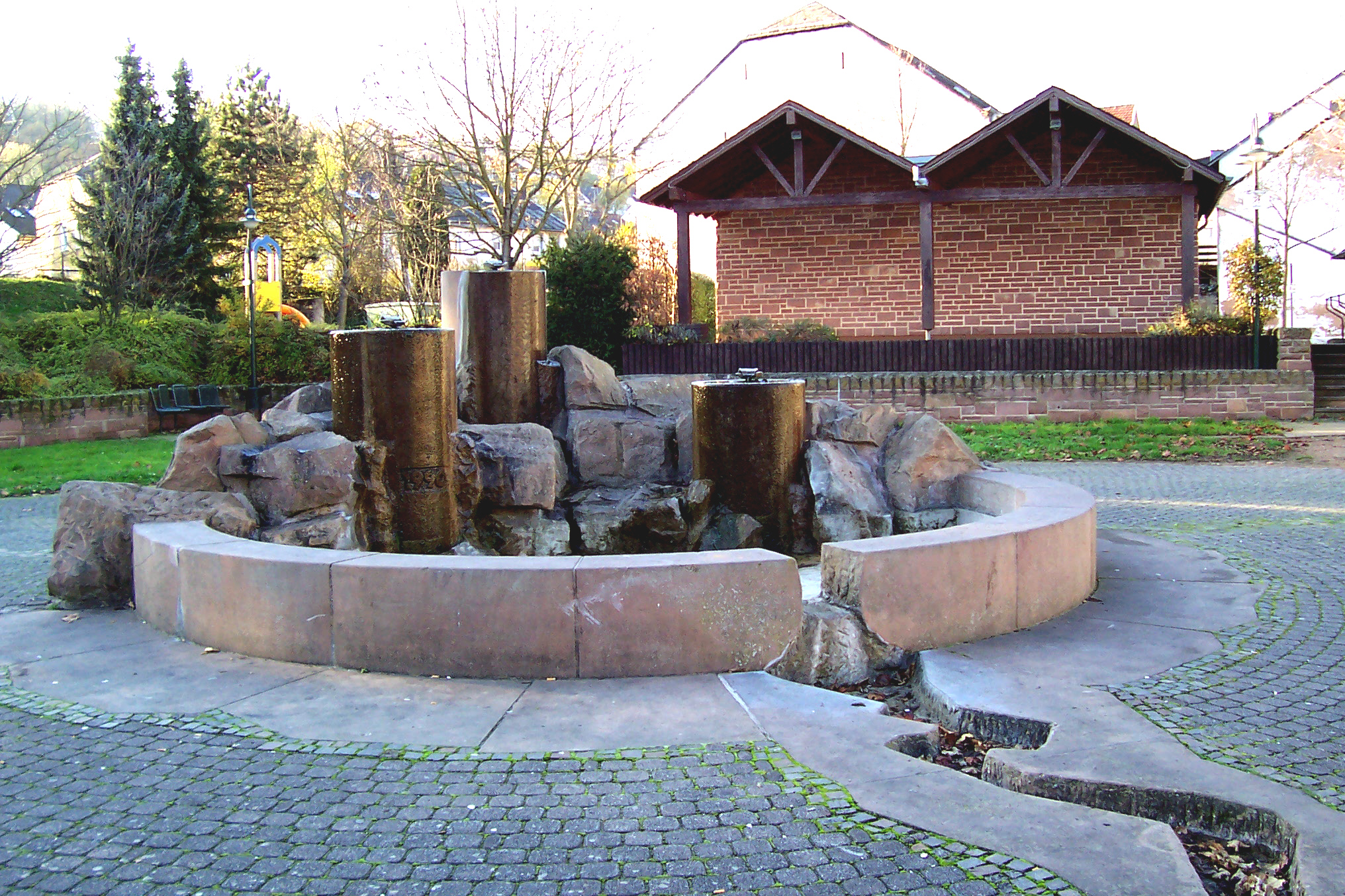
Marktbrunnen in Wasserliesch

Die Villa befindet sich im Bereich des Marktplatzes. Sie wurde wahrscheinlich im 2. Jahrhundert n. Chr. erbaut und ist während der Kriegswirren der Völkerwanderung zerstört worden, doch gibt es immer noch mit Erdreich abgedeckte Überreste. An die Villa erinnert nur noch der als modernes Kunstwerk gestaltete Marktbrunnen; er steht an der Stelle, an der die Archäologen Überreste des Herrenhauses der Villa vermuteten. Die drei markanten Steinsäulen des Brunnens sind den Säulen-Arkaden der römischen Villa nachempfunden. Zu der Villa Rustica gehörte ein Landgut. Der Gesamtkomplex bestand aus dem Herrenhaus mit einem komfortablen Bad und mehreren Wirtschaftsgebäuden. Aus der Anlage hat sich nach dem Ende der Römerherrschaft eine moselfränkische Siedlung entwickelt, nämlich die heutige Gemeinde Wasserliesch mit ihrem Ortsteil Reinig.

## Die Entdeckung
Die Existenz der römischen Villa Rustica Wasserliesch offenbarte sich erstmals im Jahr 1857 bei Bauarbeiten zur Erweiterung des alten Friedhofes, der auf einer niedrigen Anhöhe im Bereich des heutigen Marktplatzes um die frühere Pfarrkirche herum angelegt war. Die Kirche ist vermutlich im 10. Jahrhundert auf den Überresten der Villa erbaut worden und stand noch bis 1920 an dieser Stelle. Bei der Friedhofserweiterung waren umfangreiche Mauerreste eines römischen Bades und viele Ausstattungsgegenstände ans Tageslicht gekommen, sodass eine Rekonstruktion des Grundrisses möglich war. Umfassendere archäologische Ausgrabungen seien aber wegen sonstiger Entweihung der Gräber nicht möglich gewesen, heißt es im Jahresbericht der Trierer Gesellschaft für nützliche Forschungen für das Jahr 1857. Schon vorher hatte man in diesem Bereich immer wieder Dach- und Mauerziegel, Mauerwerk, Mörtelreste und Wandverputz aus römischer Zeit gefunden, diese Dinge aber nicht zuordnen können.

Rekonstruktion der Badeanlage

Die Badeanlage erstreckte sich nach Süden zum Liescher Berg hin bis in die heutige Bahntrasse der Eisenbahnstrecke Koblenz-Trier-Thionville-Metz hinein und noch darüber hinaus. Beim Bau der Eisenbahn in den Jahren 1876 bis 1878 und rund 20 Jahre später beim Anlegen einer Straßenunterführung unter der Bahnstrecke hindurch stieß man erneut auf die römische Badeanlage und zerstörte sie teilweise. Bauarbeiter fanden diverse Bauteile und Einrichtungsgegenstände, darunter ein ca. 60 Zentimeter hohes mit Akanthusblättern verziertes korinthisches Säulenkapitell aus Sandstein sowie Bruchstücke einer Schale aus Kalkstein, Scherben aus weißem Glas mit eingeschliffenen Verzierungen und Keramikreste von rotem und schwarzem Glanztongeschirr besonderer Qualität.

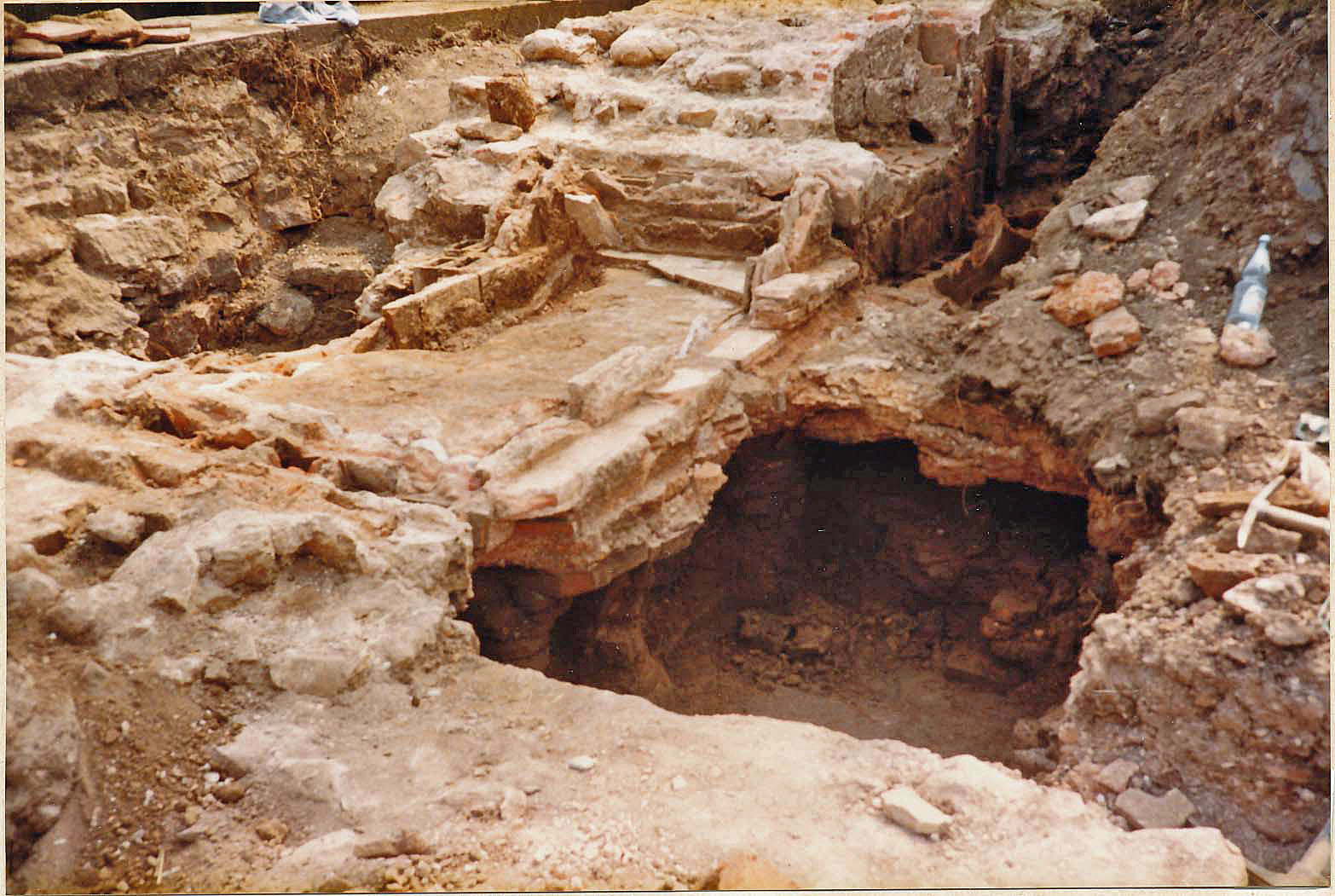
Warmwasserbecken (Caldarium)

Als die Gemeinde Wasserliesch den alten Friedhof im Jahr 1983 vollständig abtragen ließ, kamen erneut umfangreiche Baureste des römischen Bades und des Herrenhauses der Villa mit einem diagonal darunter hindurch verlaufenden sandsteinbehauenen Abwasserkanal ans Tageslicht. Wie hatte es im Jahr 1983 erneut zu einer Zerstörung von wesentlichen Teilen der römischen Villa kommen können?
Eine Antwort auf diese Frage gab der damalige Landeskonservator von Rheinland-Pfalz, Magnus Backes, als ihn die in Mainz erscheinende „StaatsZeitung Rheinland-Pfalz“ zum Thema Denkmalschutz befragte. Die Ausgabe Nr. 32 vom 15. August 1983 veröffentlichte das Interview, in dem der Landeskonservator die Vorgehensweise der Gemeinde Wasserliesch ein „Beispiel misslungener Denkmalpflege“ nennt; Backes sprach von einem ungewöhnlich krassen Fall, wie er in der Bundesrepublik einmalig dastehen dürfte. Wörtlich stellte er fest: Ein Dorf – Wasserliesch an der Mosel bei Trier – hat seine ganze Geschichte weggebaggert.

## Die Ausstattung
Die im Jahr 1857 entdeckten Überreste beschrieb und untersuchte als Erster der Domkapitular und Bistumskonservator des Bistums Trier, Johann Nikolaus von Wilmowsky. Das Ergebnis seiner Arbeit wurde in dem Jahresbericht der „Gesellschaft für nützliche Forschungen zu Trier“ des Jahres 1858 veröffentlicht. Von Wilmowsky beschreibt darin die ungewöhnliche Bauweise und überdurchschnittlich komfortable Ausstattung der römischen Badeanlage, die Teil der Villa Rustica war. Ihre Lage mit einer nach Süden zum Liescher Berg hin ausgerichteten Frontseite habe eine optimale Nutzung der Sonnenenergie ermöglicht. Hohe Fenster reichten bis zum Fußboden des Umganges, der so genannten Schola, die um das Caldarium (Warmwasserbecken) herumführte. Entlang der Wände habe es eine gemauerte Sitzbank gegeben.

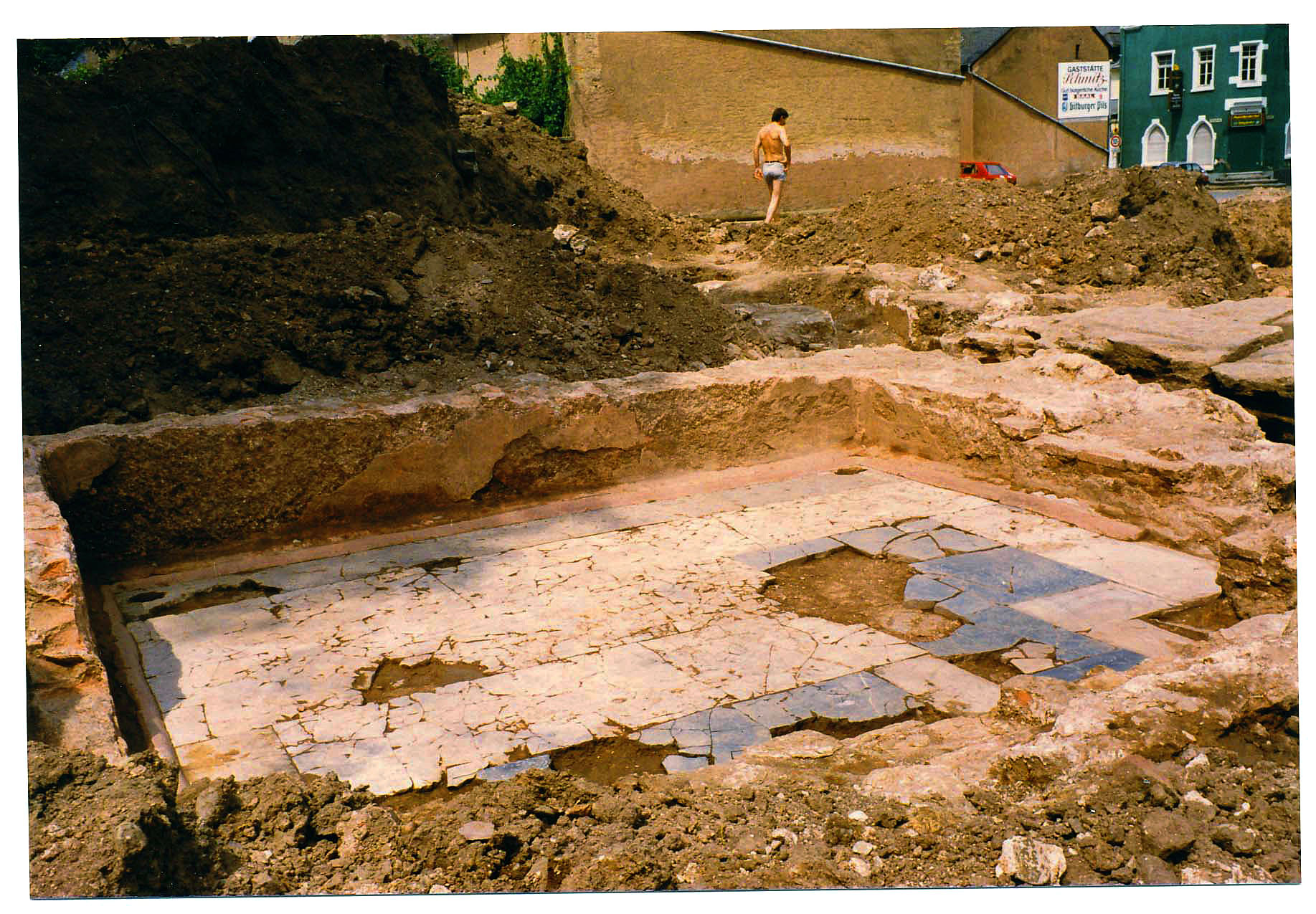
Kaltwasserbecken (Frigidarium)

„Marmorbad“  nennt von Wilmowsky die Badeanlage und meint damit nicht nur das mit weißem Marmor ausgelegte oval gestaltete Kaldarium, sondern auch den mit Marmorplatten verkleideten Umgang. Selbst die Sockelflächen der Wände seien mit weißen Marmorplatten ausgelegt gewesen, weiß er zu berichten. Über Zuflüsse für kaltes und warmes Wasser habe sich das Becken füllen und nach Bedarf temperieren lassen. Ein Bleirohr, das in einen westlich an der Anlage vorbeiführenden mit sorgfältig geglätteten Steinplatten ausgelegten und mit ebensolchen Platten abgedeckten Kanal mündete, habe das Abwasser zur Mosel hin abgeleitet. Ein an den Baderaum angrenzender beheizter Raum sei etwas höher angelegt gewesen. Man habe ihn über eine dreistufige Treppe erreichen können, was optisch die Tiefe des Beckens vermehrte. Der Fußboden dieses Raumes sei mit dreieckigen weißen, grauen und schwarzen mosaikartig in Mustern verlegten Marmortäfelchen ausgelegt gewesen. Die Wände habe man glatt geschliffen, das Stuckgesims über den Fenster- und Türöffnungen weiß oder abwechselnd gelb, weiß und rot bemalt.
Zur Beheizung diente eine Hypokaustenheizung (Unterbodenheizung). Der Heizungsraum, das Praefurnium, mit dem Brennofen bildeten gewissermaßen das Untergeschoss. Der Brennofen befand sich in der Mitte des Raumes. Die von ihm erzeugte heiße Luft konnte über einen Kanal in die Hohlräume unter dem Caldarium und unter dem etwas höher gelegten Bade- oder Ankleideraum, um das Kaldarium herum und durch rechteckige Hohlziegel auch in die Wände gelangen. Auf dem Ofen und auf der Abdeckung des Heißluftkanals habe man Tongefäße auf unterschiedlich hohe Stufen aufstellen können, sodass stets unterschiedlich warmes Wasser vorhanden war.

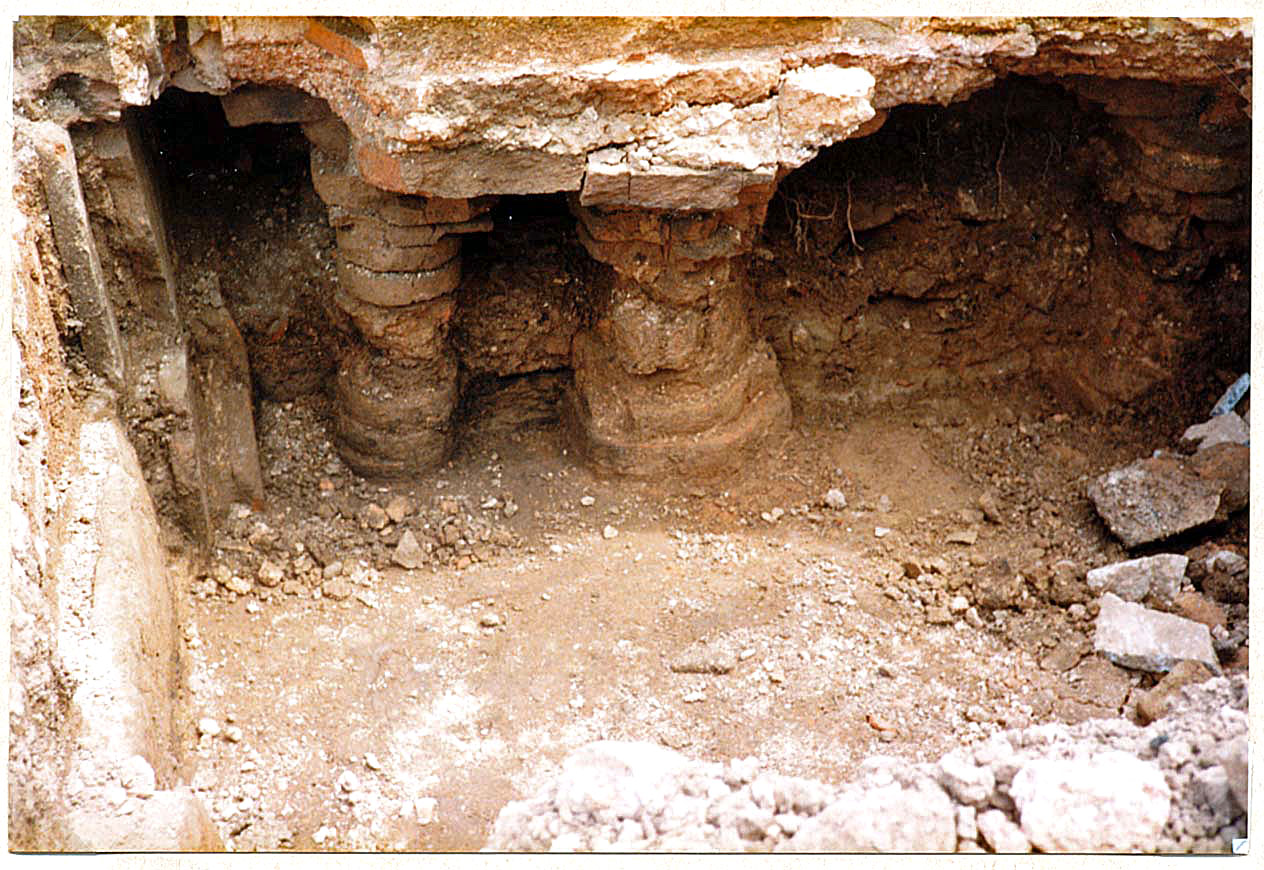
Unterbodenheizung (Hypokaustum)

Die zur Villa gehörende Gartenanlage war um die Front des Bades herum terrassenförmig zum Liescher Berg hin ansteigend angelegt. Dort fanden sich tönerne Röhren, die in einem brunnenartigen Behälter zusammenliefen – wahrscheinlich handelte es sich um ein Becken mit Wasserpflanzen oder Zierfischen. In diesem Bassin lagen Reste von Säulenkapitellen und Stücke einer großen gerippten Wasserschale aus Kalkstein, welche zum Schmuck gedient zu haben scheinen, erklärt von Wilmowsky dazu. Abschließend bewertet er die Badeanlage so: ...dass, so viel wir wissen, kein zweites Beispiel eines so ausgebildeten römischen Bades bis jetzt bekannt und veröffentlicht worden ist.
Der Archäologe betont ausdrücklich, dass er wegen sonstiger Entweihung der Gräber keine eingehendere archäologische Bestandsaufnahme habe durchführen können. Diese Begründung überzeugte den früheren Leiter des Rheinischen Landesmuseums Trier, Heinz Cüppers, offenbar nicht so ganz. In einem Beitrag zu der im Jahr 1975 herausgegebenen „Chronik Wasserliesch“ stellt er fest, dass man sich in Wasserliesch ebenso verhalten habe wie bei vielen anderen Ausgrabungen im Trierer Land – man nahm es offensichtlich mit der Erfassung und Sicherung archäologischer Funde nicht so genau. Auch Cüppers vergleicht die Wasserliescher Badeanlage mit den anderen römischen Villen der Region Trier. U. a. stellt er fest: Aus all den Details wird erkennbar, dass es sich hier um eine Hausanlage handelt, die in der besonderen technischen Ausführung des Bades, des aufwändigen Dekors mit Marmorplatten und Wandmalerei und den Resten von Kapitellen sich in die Gruppe der reicheren ländlichen Herrenhäuser des Trierer Landes einordnen lässt; das lasse auch Rückschlüsse auf den Wohlstand und die Ausstattung des übrigen Hauses zu.
Im Jahr 1869, zwölf Jahre nach der ersten Entdeckung, griff Domkapitular von Wilmowsky seine Untersuchungen erneut auf und veröffentlichte sie in dem Jahresbericht der „Gesellschaft für nützliche Forschungen zu Trier“ des Jahres 1870. Die von ihm nur unvollständig vorgenommene archäologische Bestandsaufnahme begründete er erneut mit der sonst möglichen Entweihung der Gräber. Er habe aus diesem Grund im Jahr 1857 seinem Bericht lediglich den Grundriss, den Durchschnitt und die perspektivische Ansicht des interessanten Denkmals beigefügt und begründet sein Verhalten mit: da ich dessen schnelle Vernichtung voraussah. Die sich rasch ergebende schnelle Vernichtung trat dann wenig später auch tatsächlich ein; er schildert sie so: Bald nach unserer Ausgrabung beschloss der Ortsvorstand die Ausräumung der Stelle und ihre Benutzung zu Gräbern. Er überließ den Arbeitern das Material als Lohn. Diese, ein rüstiger Mann mit einem kräftigen Sohn, brachen die festen Kalkmauern aus und zerschlugen die gewonnenen Steine zur Bekiesung der Straße. Die Ziegelplatten der Pfeiler aber lösten sie ab und belegten damit Hausflur und Küche ihrer Hütte. Die Marmorfragmente endlich brannten sie zu Kalk und bereiteten sich damit den erforderlichen Mörtel.

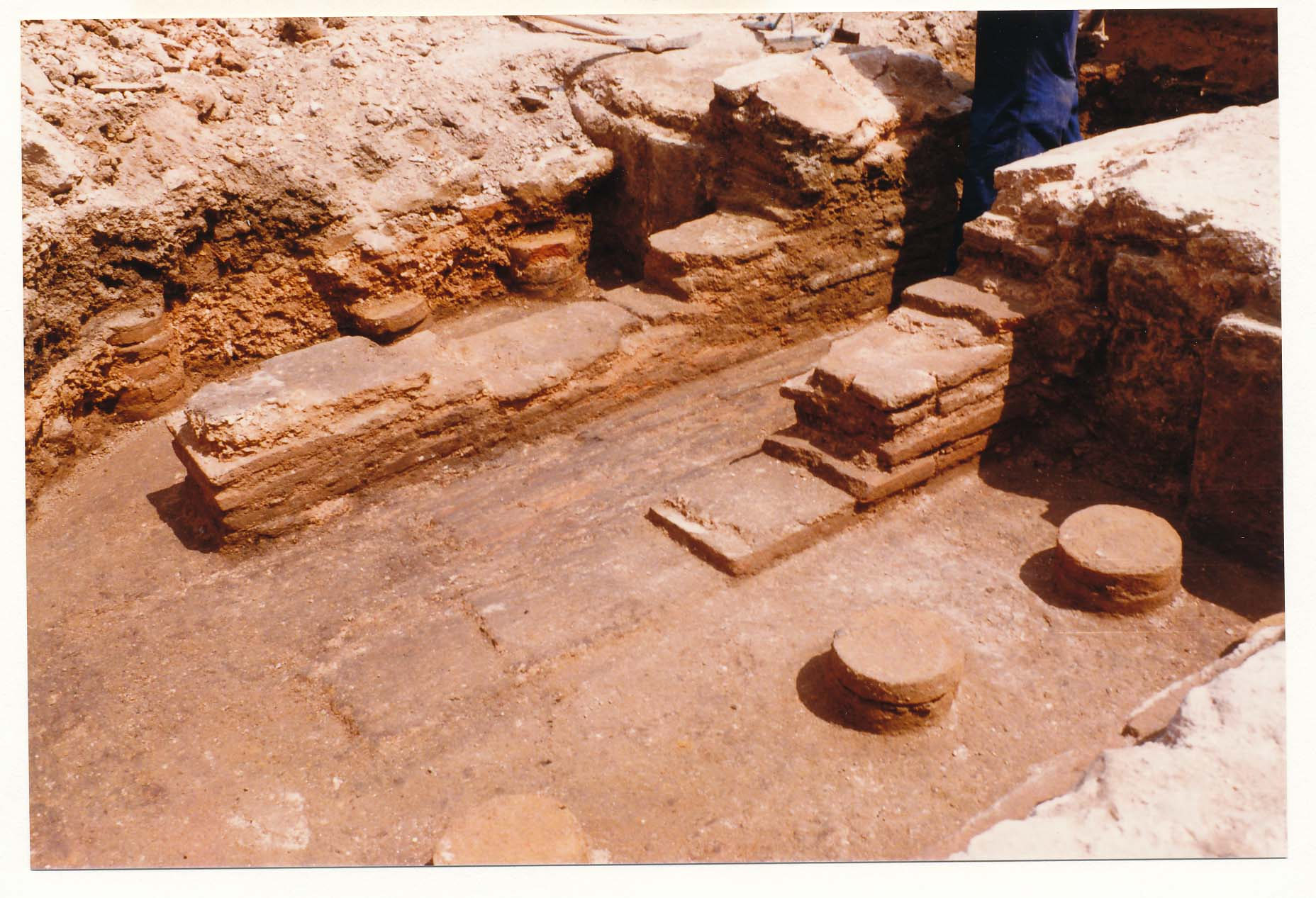
Feuerstelle (Praefurnium)

## Die zweite Entdeckung
Im Jahr 1983 stieß man beim Abräumen des alten Friedhofes erneut auf umfangreiche Überreste des bis dahin noch nicht zu Tage getretenen Teils der Villenanlage. Die neuen Funde konnten auch dieses Mal nur teilweise archäologisch erfasst werden, denn die Baumaschinen hatten zuvor einen großen Teil davon zerstört. So blieb den Mitarbeitern des Rheinischen Landesmuseums Trier nur noch das zu untersuchen und zu dokumentieren, was drei Tage nach Beginn der Abräumarbeiten übriggeblieben war.
Die Archäologen legten weitere Teile der seit 1857 bekannten Badeanlage frei, darunter eine gemauerte Wanne von der Größe einer einfachen Badewanne, eine zweite ebenfalls gemauerte und beheizte Wanne sowie die Grundmauern mehrerer Räume. Darunter befand sich ein von unten beheiztes größeres Zimmer, bei dem es sich um den Ankleideraum, das Apodyterium, gehandelt haben könnte. Der schon erwähnte Abwasserkanal verlief unter einigen dieser Räume hindurch. Außerdem gab es ein zweites ziegelgemauertes Praefurnium, dessen Einwölbung noch teilweise erhalten war. Angrenzend an den Ankleideraum wurde das Kaltwasserbecken, das Frigidarium, freigelegt; es war nicht ganz so groß wie das Warmwasserbecken aber ebenso aufwändig ausgestattet. Dessen noch gut erhaltenen Bodenbelag aus dunklen Marmor- und hellen Kalksteinplatten sicherten die Archäologen und brachten ihn in das Rheinische Landesmuseum nach Trier. Gleich neben dem Kaldarium lag ein etwa 7,5 Quadratmeter großer Toilettenraum, Latrine genannt. Der zwischen den beiden Räumen hindurch laufende Abwasserkanal konnte das Frigidarium und die Latrine gleichzeitig entwässern.
An den frei gelegten Teil der Badeanlage schloss sich talwärts der vermutlich größte Teil der Villenanlage an. Nach Einschätzung der Fachleute könnte es sich um das Herrenhaus gehandelt haben. Da dieser Bereich schon vor der Untersuchung abgeräumt worden war, konnten sie dort keine Baureste oder Artefakte mehr sichern. Fotos, die während der Abräumarbeiten aufgenommen worden sind, belegen jedoch, dass dieser Teil die gesamte Fläche unter dem alten Friedhof mit einem Teil des heutigen Marktplatzes bedeckte. Hier könnte sich auch das Atrium befunden haben, das bei einer so großen römischen Villa sicher nicht gefehlt hat.

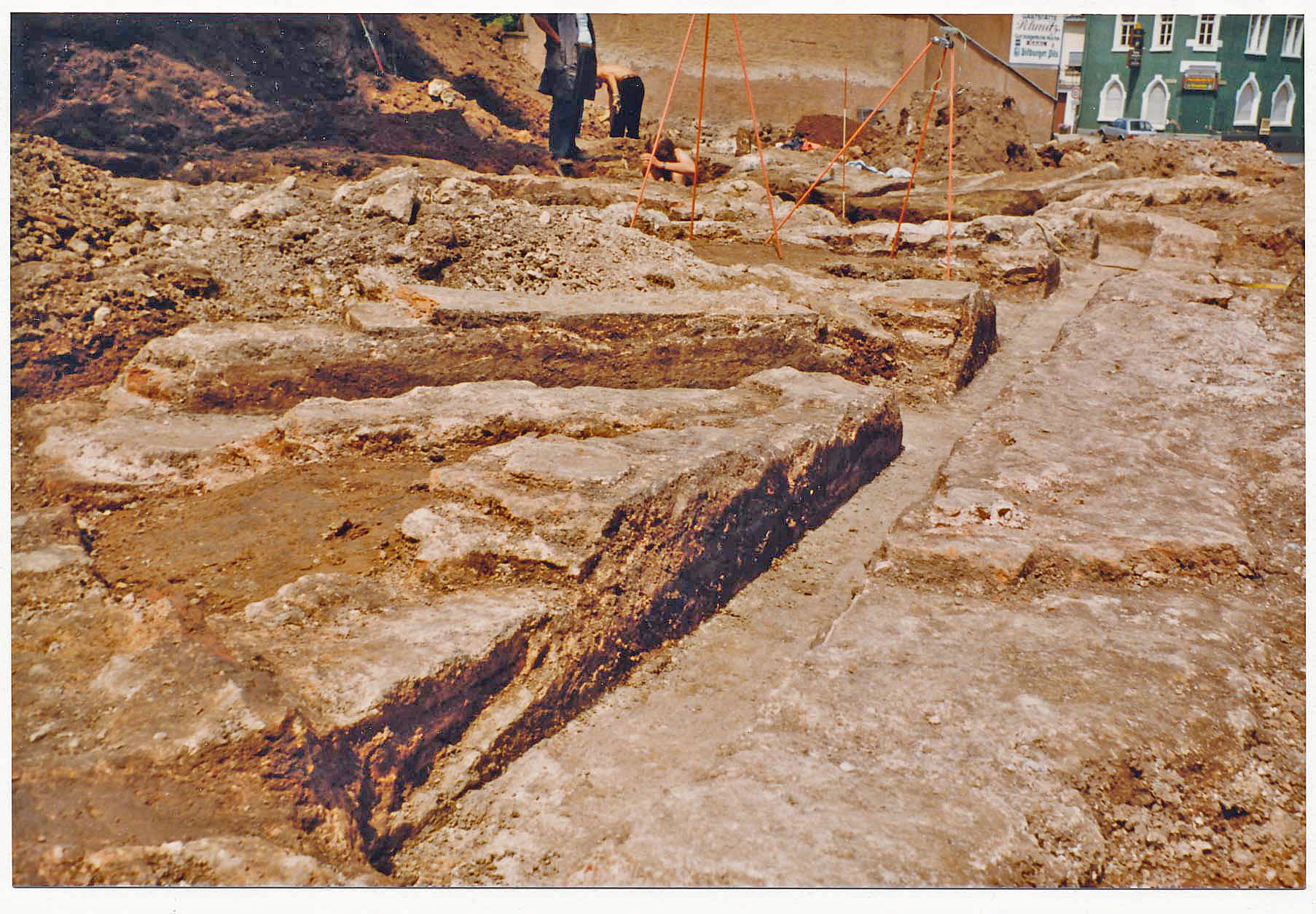
Abflusskanal

## Die Geschichte
Die römische Villa Rustica Wasserliesch und ihre Überreste sind im Verlauf der annähernd 2000-jährigen Ortsgeschichte immer wieder teilweise zerstört worden. Schon beim ersten massenhaften Einfall fränkischer Eroberer ins Trierer Land im Jahr 275 dürfte die Anlage der Zerstörungswut fränkischer Eroberer zum Opfer gefallen sein. Die Villa könnte aber danach wieder aufgebaut und erst im 4. oder 5. Jahrhundert n. Chr. mit der zu Ende gehenden Römerherrschaft endgültig zerstört worden sein. In der Folgezeit wirkten sich recht unterschiedliche Aktivitäten auf das aus, was im Untergrund übrig geblieben war. Veränderungen verursachten zweifellos auch die zahlreichen Umbauten und Erweiterungen der dort stehenden alten Pfarrkirche, die für die Zeit vom 17. bis zum 19. Jahrhundert nachgewiesen sind und deren Fundamente bis in die Grundmauern der Villa hinabreichten.
Veränderungen der historischen Bausubstanz ergaben sich selbst noch nach ihrer Entdeckung im Jahr 1857. Insbesondere grub man im neuen und alten Friedhofsteil immer wieder neue Gräber in die Fundamente der Villa hinein, so wie man es schon jahrhundertelang getan hatte. In den Jahren 1876 bis 1878 sind beim Bau der Eisenbahn und 20 Jahre später beim Bau der Straßenunterführung unter der Bahn hindurch noch einmal weitere Teile der römischen Badeanlage unwiederbringlich zerstört worden.

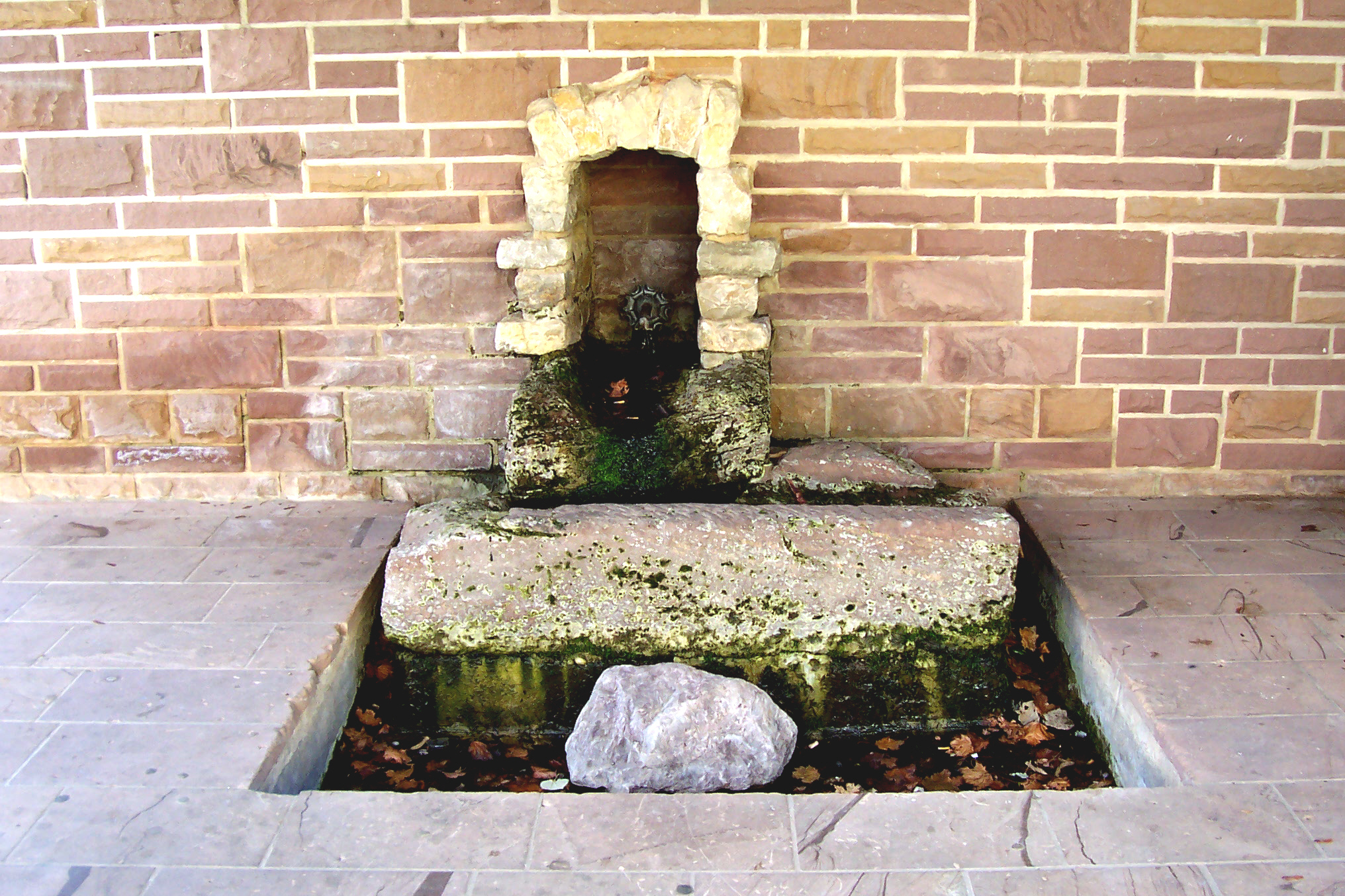
Römische Abwasserleitung

## Die endgültige Zerstörung
Ab dem Jahr 1962 nutzte die Gemeinde den alten Friedhof nicht mehr. Nach Ablauf der gesetzlichen Ruhezeit ließ sie im Jahr 1983 den Friedhofshügel komplett abräumen. Im Hinblick darauf vereinbarten das Rheinische Landesmuseum Trier, Vertreter des Landesamtes für Denkmalpflege Mainz, die Kreisverwaltung Trier-Saarburg, die Verbandsgemeinde Konz und die Ortsgemeinde Wasserliesch im Januar 1982 eine Vorgehensweise, die das Ziel hatte, mögliche Funde zu erhalten und ggf. zu konservieren. Ohne weitere Absprache begann man damit jedoch schon im Jahr 1982. Der damalige Bürgermeister von Wasserliesch ließ in Eigeninitiative ohne fachliche Begleitung mit einer Planierraupe nach den Überresten der römischen Villa suchen. Die eingesetzte Planierraupe stieß gleich nach Arbeitsbeginn auf den Abwasserkanal der römischen Villa und legte ihn teilweise frei. Nach Einsprüchen engagierter Bürger, die sich gegen das damit verbundene Verwüsten des ehemaligen Friedhofes richteten, wurden die Arbeiten erst einmal abgebrochen.
Im Mai 1983 erinnerte der Leiter des Rheinischen Landesmuseums Trier die Beteiligten schriftlich an die einvernehmlich getroffenen Absprachen. Ohne sich an diese zu halten, vergab die Gemeinde nach einer öffentlichen Ausschreibung im Juli desselben Jahres die Abräumarbeiten an eine Tiefbaufirma. Die Arbeiten begannen, für die Bevölkerung völlig überraschend, frühmorgens am Montag, den 11. Juli 1983. Die Baufirma setzte einen Löffelbagger, eine Planierraupe und mehrere Lkw zum Abtransport der Abraummassen ein. Der nicht angekündigte Baubeginn und die rücksichtslose Arbeitsweise der Firma, deren Mitarbeiter sich jedem Versuch, einen Baustopp zu erwirken, widersetzten, erweckte jedoch den Eindruck, dass so rasch wie möglich vollendete Tatsachen geschaffen werden sollten.
Fest steht, dass umfangreiche Teile der Relikte der römischen Villenanlage während der Abräumarbeiten zu Tage getreten sind. Lkw brachten die Funde zusammen mit den Abraummassen des Friedhofshügels, den Grabresten und den Grundmauern der alten Kirche unverzüglich auf eine stillgelegte Abraumhalde für Bauschutt am „Liescher Berg“. Zur Vorgehensweise hieß es von verantwortlicher Stelle später, es seien keine historischen Baureste gefunden worden. Die Aussagen unbeteiligter Augenzeugen und zahlreiche während der Abräumarbeiten aufgenommene Fotos belegen das Gegenteil. Auch der Bericht des Rheinischen Landesmuseums Trier dokumentiert die leider erst drei Tage zu spät begonnenen Untersuchungen mit den vorangegangenen Abläufen. Beobachter haben gesehen, dass römische Ziegel und Baureste unterschiedlicher Art, vor allem Mauer- und Dachziegel in größeren Mengen sowie ein gotischer Tür- oder Fensterbogen aus Sandstein, der vermutlich zur alten Pfarrkirche gehört hatte, aufgeladen und auf den Abladeplatz für Bauschutt abtransportiert worden sind.
Es kann also kaum bezweifelt werden, dass man im Jahr 1983 noch einmal auf einen größeren Teil der seit 1857 bekannten römischen Badeanlage und auf das Herrenhaus der römischen Villa Rustica gestoßen ist und sie zu großen Teilen unfachmännisch abgeräumt und beseitigt hat.
Noch am Nachmittag des ersten Tages der Abräumarbeiten hatte ein engagierter Bürger das Rheinische Landesmuseum Trier verständigt, das nach eigenem Bekunden noch am selben Tag eine „Ortsbesichtigung“ vornahm. Die Anwesenheit der Denkmalschützer habe die Bauarbeiter aber nicht von ihrer Arbeit abhalten können, berichtete ein Zeuge. Am nächsten Tag versuchte das Rheinische Landesmuseum Trier mit Unterstützung der Kreisverwaltung Trier-Saarburg die Arbeiten unter Hinweis auf eine bestehende Veränderungssperre einstellen zu lassen. Doch dieser Versuch scheiterte, als der Ortsbürgermeister glaubhaft machen konnte, dass die Frist bereits abgelaufen sei. So wurde zunächst weiter abgeräumt. Erst als der Bauleiter der Verbandsgemeinde Konz am Nachmittag des dritten Tages das Landesmuseum darüber verständigte, dass bei den Ausschachtungen in Wasserliesch „Baureste“ zu Tage träten, kam es zu einem Baustopp.
Die Aktivitäten der Denkmalschützer waren am 9. August 1983 abgeschlossen. Zur Konservierung deckte man die Funde mit einer etwa 50 Zentimeter hohen Erdschicht ab und säte den Erdhügel mit Gras ein. Einen Teil des Entwässerungskanals überbaute man mit einer Veranstaltungsbühne mit einem an diese angrenzenden Schauraum, in dem sich ein Diorama mit einer Darstellung der Schlacht an der Konzer Brücke im Jahre 1675 befindet. Aus der Wand eines zur Straßenseite hin offenen Gebäudes tritt der Entwässerungskanal der römischen Villa als Brunnen gestaltet heraus.

## Das Medien-Echo
Die Medien interessierten sich erst spät für die Wasserliescher Vorgänge. Anrufe engagierter Bürger, die die örtliche Presse schon am ersten Tag der Abräumarbeiten auf das Geschehen aufmerksam gemacht hatten, waren zunächst auf Desinteresse gestoßen. Als die Brisanz der Ereignisse offenbar geworden war, erschienen in dichter Folge Berichte und Kolumnen in regionalen und überregionalen Publikationen. Radiosendungen und Fernsehdokumentationen des SWR-Fernsehens schlossen sich an und befassten sich mit den ungewöhnlichen Ereignissen in Wasserliesch. Tenor war: Die Gemeinde Wasserliesch hat in einer Nacht-und-Nebel-Aktion ihre Vergangenheit weggebaggert und unwiederbringlich zerstört.
Strafanzeigen wegen Verstoßes gegen das Landesdenkmalschutzgesetz, die das Landesamt für Denkmalpflege Mainz und ein Bürger erstattet hatten, wies die Staatsanwaltschaft Koblenz zurück mit der Begründung, es läge kein strafbarer Tatbestand, sondern lediglich eine Ordnungswidrigkeit vor. Die Kreisverwaltung Trier-Saarburg kam ihrer Verpflichtung nach, leitete ein Bußgeldverfahren ein und verhängte gegen den Wasserliescher Bürgermeister ein Bußgeld in Höhe von 900 Deutsche Mark. An der Tatsache, dass wertvolles Kulturgut unwiederbringlich zerstört worden war, konnte das nichts mehr ändern.
Nach fast zwei Jahren griff die Frankfurter Allgemeine Zeitung das Geschehen in Wasserliesch noch einmal auf. Unter Bezugnahme auf die ungewöhnlichen Vorgänge zitierte die Zeitung den damaligen Bürgerbeauftragten von Rheinland-Pfalz, Johannes Baptist Rösler. Er hatte in einem Interview die seiner Meinung nach völlig unzureichenden Regelungen des Rheinland-Pfälzischen Denkmalschutzgesetzes kritisiert. Unter der Überschrift „Der Fall Wasserliesch: Historisches zerstört“ zitiert ihn die Zeitung u. a. so: Es stand fest: der Bürgermeister hatte mit Billigung der Gemeindevertretung Fakten geschaffen, damit Gesichtspunkte des Denkmalschutzes den Bauplanungen der Gemeinde nicht mehr im Wege stehen konnten. Rösler habe die Meinung vertreten, ein Bußgeld von weniger als tausend Deutsche Mark sei kaum geeignet, die Einhaltung der Verpflichtungen aus dem Gesetz zu gewährleisten.